# Präpatenz
Die Präpatenz beschreibt bei der Infektion durch einen Parasiten die Zeitdauer von der Aufnahme der infektiösen Parasiten-Stadien bis zum Auftreten von ersten Geschlechtsprodukten (Eier, Larven u. a.) im Stuhl, Urin oder Blut. Die Präpatenz kann, muss aber nicht mit der Inkubationszeit (Auftreten von ersten Krankheitssymptomen) zusammenfallen: Es können sowohl asymptomatisch Geschlechtsprodukte ausgeschieden werden als auch bereits vor der Ausscheidung von Geschlechtsprodukten Symptome auftreten.
Auf die Präpatenz folgt die Patenz.

## Beispiele
| Parasit                              | Präpatenz       |
| ------------------------------------ | --------------- |
| Ascaris lumbricoides                 | 1,5–2 Monate    |
| Fasciola hepatica (großer Leberegel) | 7–8 Wochen      |
| Toxoplasma gondii (bei Katzen)       | 4–5 Tage        |
| Dracunculus medinensis               | bis zu 1 Jahr   |
| Trichuris trichuria                  | bis zu 3 Monate |
| Wuchereria bancrofti                 | 9 Monate        |
| Schistosoma mansoni                  | 7–8 Wochen      |